# Liste der Bodendenkmale in Schlaubetal
Die Liste der Bodendenkmale in Schlaubetal enthält alle Bodendenkmale der brandenburgischen Gemeinde Schlaubetal und ihrer Ortsteile auf der Grundlage der Landesdenkmalliste vom 31. Dezember 2020.
Die Baudenkmale sind in der Liste der Baudenkmale in Schlaubetal aufgeführt.
| Gemarkung                    | Flur | Kurzbeschreibung                                                         | Bodendenkmalnummer | Bemerkung | Bild |
| ---------------------------- | ---- | ------------------------------------------------------------------------ | ------------------ | --------- | ---- |
| Bremsdorf (Lage)             | 4    | Siedlung römische Kaiserzeit, Befestigung Neuzeit, Siedlung Urgeschichte | 90039              |           |      |
| Bremsdorf (Lage)             | 2    | Dorfkern deutsches Mittelalter, Dorfkern Neuzeit                         | 90178              |           |      |
| Bremsdorf (Lage)             | 3    | Mühle Neuzeit                                                            | 90179              |           |      |
| Bremsdorf (Lage)             | 4    | Produktionsstätte Neuzeit                                                | 90181              |           |      |
| Bremsdorf (Lage)             | 1    | Mühle Neuzeit, Mühle deutsches Mittelalter                               | 90678              |           |      |
| Bremsdorf, Fünfeichen (Lage) | 1, 1 | Siedlung Bronzezeit                                                      | 90646              |           |      |
| Fünfeichen (Lage)            | 1    | Siedlung Bronzezeit                                                      | 90066              |           |      |
| Fünfeichen (Lage)            | 1    | Hügelgräberfeld Bronzezeit                                               | 90067              |           |      |
| Fünfeichen (Lage)            | 1    | Siedlung Bronzezeit                                                      | 90068              |           |      |
| Fünfeichen (Lage)            | 1    | Siedlung Bronzezeit                                                      | 90069              |           |      |
| Fünfeichen (Lage)            | 1    | Siedlung Urgeschichte, Siedlung Steinzeit                                | 90070              |           |      |
| Fünfeichen (Lage)            | 1, 2 | Dorfkern deutsches Mittelalter, Dorfkern Neuzeit                         | 90071              |           |      |
| Fünfeichen (Lage)            | 1    | Mühle deutsches Mittelalter, Mühle Neuzeit                               | 90086              |           |      |
| Kieselwitz (Lage)            | 3    | Hügelgräberfeld Bronzezeit                                               | 90089              |           |      |
| Kieselwitz (Lage)            | 1, 2 | Dorfkern deutsches Mittelalter, Dorfkern Neuzeit                         | 90090              |           |      |
| Kieselwitz (Lage)            | 2    | Siedlung Bronzezeit                                                      | 90645              |           |      |